# زارالیزا فلم
زارالیزا فُـلم (آلمانی: Saralisa Volm؛ زادهٔ ۲۴ ژوئن ۱۹۸۵) بازیگر اهل آلمان است.
از فیلم‌ها یا مجموعه‌های تلویزیونی که وی در آن‌ها نقش داشته است، می‌توان به هتل هوس اشاره نمود.